# Sergio Olivieri
Sergio Olivieri (La Spezia, 4 maggio 1954) è un politico italiano.

## Biografia
Si diploma all'Istituto magistrale ed ha lavorato come operaio dal 1974 al 1994, poi come impiegato fino al 1998, in Termomeccanica. Eletto più volte nel Consiglio di Fabbrica, si distingue nelle lotte per la difesa dei diritti dei lavoratori e per il sostegno alle posizioni della sinistra all'interno del sindacato della CGIL, dove fa parte del Comitato Direttivo della Fiom e di quello della Camera del Lavoro spezzina.
Dal 1993 al 1997 è Segretario della Federazione provinciale di Rifondazione Comunista, fino alla sua elezione alla Camera dei deputati, avvenuta alle elezioni politiche del 2006, nella circoscrizione X (Liguria), in virtù del suo terzo posto in lista e in seguito alla decisione di Fausto Bertinotti di optare per un altro collegio.
Prima dell'elezione a deputato ha ricoperto la carica di assessore alla Protezione Civile e Urbanistica del Comune della Spezia, della Giunta comunale presieduta dal sindaco Giorgio Pagano.
Per le elezioni del 13 e 14 aprile 2008 è stato ricandidato alla Camera dei deputati nella circoscrizione X (Liguria), al terzo posto in lista come nella precedente consultazione. Tale scelta, che con la legge elettorale "Porcellum" non avrebbe garantito la rielezione di Olivieri, ha suscitato non poche polemiche negli ambienti della sinistra ligure, dando vita a una serie di iniziative di protesta. Tra i più significativi vi fu l'appello, fatto direttamente a Fausto Bertinotti, a firma di sacerdote Don Andrea Gallo ed il poeta Edoardo Sanguineti, lo sciopero della fame attuato dal segretario regionale ligure di Rifondazione Comunista, Giacomo Conti e un appello sottoscritto da circa 3000 militanti di Rifondazione Comunista. Nonostante tutto la decisione presa in principio fu confermata e Olivieri venne candidato al terzo posto in lista, ma non è rieletto, a causa del pessimo risultato elettorale della Sinistra.
Terminata la sua esperienza parlamentare, all'età di 54 anni si ritira anche dal suo impiego lavorativo diventando pensionato e dedicandosi all'attività politica del suo partito.
Il 26 giugno 2009 viene eletto segretario regionale del Partito della Rifondazione comunista con 21 voti a favore e 9 astenuti e nessun voto contrario.

## Incarichi e attività parlamentare
Durante la XV legislatura ricopre l'incarico di membro della IX Commissione Parlamentare Permanente Trasporti, Poste e Telecomunicazioni.
Cofirmatario di numerose proposte di legge d'iniziativa parlamentare, segue particolarmente le iniziative legislative al riguardo della tutela dei lavoratori:
- Disposizioni in favore dei lavoratori e dei cittadini esposti ed ex esposti all'amianto e dei loro familiari, nonché delega al Governo per l'emanazione di un testo unico delle disposizioni legislative in materia di esposizione all'amianto (2407), presentata il 19 marzo 2007.
- Introduzione dell'articolo 33-bis della legge 5 febbraio 1992, n. 104, in materia di congedi in favore dei lavoratori affetti da handicap in situazione di gravità (2712), presentata il 31 maggio 2007.
- Norme per il superamento del lavoro precario (2185), presentata il 29 gennaio 2007.

È stato membro del Comitato dei nove per il DdL Disposizioni in materia di circolazione e di sicurezza stradale (2480) e per il DdL Disposizioni urgenti modificative del codice della strada (3044).